# Kavárna (kniha)
Kavárna je čtvrtá kniha Zdeňka Hanky. Byla vydána v roce 2010. Základním motivem příběhu je kolize mezi posuzováním člověka podle jeho vnějšího obecného dojmu s jeho skutečným charakterem. V příběhu sledujeme dvě nesouvisející dějové linie, které se prolnou zcela náhodnými okolnostmi a pak jako společný příběh eskalují do dramatické zápletky. Zdánlivě otevřený konec ponechává čtenáři prostor k zamyšlení nad stereotypy posuzování člověka ve smyslu kladném i záporném, nad předsudky a nekritickým hodnocením lidí.

## Děj
Malý chlapec, Rudynek Mucha, shledává, že okolo lidí vidí barevnou zář a postupem věku zjišťuje, že to je ojedinělé. Tato barevná zář vystihuje velmi přesně povahu člověka. Stává se předmětem zájmu ve své rodině a také je jeho schopnost rozpačitě vnímána jako nenormální. Spolu se svým bratrem Kubou a dvěma sestřenicemi, Lucií a Lenkou Vejražkovými prožívají svá běžná dětská dobrodružství a zakládají svůj, věku odpovídající výzkum, opřený o Rudynkova pozorování. Dvojčata Vejražkovy dospívají a studijní zájem jednu z nich vede ke studiu francouzštiny. Znalost francouzštiny ji zavede k JUDr. Marku Wiemarovi.
JUDr. Marek Wiemar, reprezentant druhé dějové linie je mladý právník, který kombinací své zištné, zákeřné bezcitné povahy a znalosti právnického labyrintu získává důvěru všech, s nimiž jedná. Vždy však sleduje svůj zájem bez ohledu na okolí a nastavuje vychytralé pasti s cílem obohatit se na úkor druhého bez ohledu na jakákoli morální pravidla. Podaří se mu získat v oblasti francouzské Provence malebnou kavárnu. Pro spolupráci na provozu kavárny získává Lenku Vejražkovou a stěhuje se k Wiemarovi do provensálského městečka.
Při jedné ze svých cest krajem srazí Wiemar místního poštovního doručovatele, jedoucího na bicyklu. Aniž mu jakkoli pomůže, opustí místo nehody. Lenka na základě svých postřehů zjišťuje, že Wiemar je viníkem nehody a těžce zraněného cyklistu opustil. Přehodnocuje k němu svůj postoj a vyzývá svou sestru a oba bratrance, aby jí pomohli k opuštění Wiemara. Mladí lidé okamžitě reagují a jedou do francouzské kavárny. Při prvním setkání s Wiemarem však Rudynek díky své schopnosti odhaluje morální špinavost mladého právníka. Její sestra Lucie společně se sourozenci Rudynkem a Kubou Muchovými teď naléhavě hledají cestu, jak Lenku bezpečně informovat a umožnit ji odloučení od Wiemara. Společně připraví plán, který však v konečném uskutečnění selže, Kuba, Lucie a Rudynek jsou nuceni odjet a Lenka zůstává sama s Wiemarem v Provence. Wiemar teď už však ví, že Lenka zná jeho tajemství.
Teprve za necelé dva roky se jim podaří znovu jet za Lucií do Kavárny. Na místě Rudynek zjišťuje, že oba dva nyní mají shodnou auru, takovou jakou měl původně jen jeden z nich. Lucie a Kuba se snaží – spolu se čtenářem – nalézt odpověď na to, zda je zlo nakažlivé nebo naopak dobro a láska v člověku má dost váhy na to, aby změnilo své okolí. Klíč k odpovědi je v Rudynkově přístupu k objevení skutečnosti.
Tím, že Rudynek je klidný a už neusiluje o odloučení Lenky z blízkosti Wiemara je naznačeno, že ve Wiemarovi probudila lásku, která napomohla přijmout Lenčiny emocionální kvality.

## Osoby

### Česko
- Rudynek Mucha
- Kuba Mucha
- Maminka Muchová
- Otec Mucha
- Lucie Vejražková
- Lenka Vejražková
- Maminka Vejražková
- Otec Vejražka

### Francie
- JUDr. Marek Wiemar
- Pierre Beurre
- Jean-Louis Costa (Flammie)
- Jacques LeBrun

## Recenze
- http://www.databazeknih.cz/recenze-knihy/hankuv-advocatus-diaboli-petr-ritter-530
- http://marketaruzickova.cz/kavarna-zdenek-hanka/